# Parafia Matki Boskiej Nieustającej Pomocy w Libiążu
Parafia Matki Boskiej Nieustającej Pomocy w Libiążu – parafia Kościoła Polskokatolickiego w RP położona na terenie diecezji krakowsko-częstochowskiej w dekanacie śląskim. Kościół parafialny w Libiążu to wybudowane na początku lat 60. XX w. przez Polonię amerykańską, wotum ufności dla założyciela kościoła biskupa Franciszka Hodura.

## Historia
W 1961 powstała parafia pod wezwaniem Matki Bożej Nieustającej Pomocy w Libiążu. Początkowo nabożeństwa były odprawiane w prywatnym domu przy ul. Krakowskiej. Po usilnych staraniach miejscowego proboszcza ks. mgr. Aleksandra Smętka (proboszcz w latach 1965–2010), jak również władz Kościoła Polskokatolickiego, Polskiego Narodowego Kościoła Katolickiego i Polskiej Narodowej „Spójni” w Ameryce rozpoczęto zbiórkę pieniędzy na nowy obiekt. W 1964 przygotowano i poświęcono kamień węgielny na wcześniej zakupionym placu. Równocześnie organizowano budowę kościoła. Uroczyste poświęcenie kościoła odbyło się w dniu 23 lipca 1972. Kościół znajduje się dokładnie w miejscu domu, w którym urodził się ks. bp Franciszek Hodur.
26 stycznia 2010 po zmarłym nagle ks. Aleksandrze Smętku (1929–2010) – długoletnim proboszczu parafii, jego następcą został ks. mgr Kamil Korpik. Tego dnia w uroczystościach pogrzebowych brało udział licznie zgromadzone duchowieństwo i rzesza wiernych. Mszę świętą celebrował bp Jerzy Szotmiller, a homilię wygłosił ks. Adam Stelmach; biskupa Wiktora Wysoczańskiego reprezentował ks. dziekan Henryk Dąbrowski.
21 września 2013 w kościele Matki Bożej Nieustającej Pomocy w Żarkach-Moczydle odbyły się uroczyste obchody 50-lecia parafii. W tym dniu odprawiono uroczyste nabożeństwo, w którym brał udział Zwierzchnik Kościoła Polskokatolickiego biskup Wiktor Wysoczański oraz Pierwszy Biskup Polskiego Narodowego Kościoła Katolickiego Antoni Mikovsky. Obecny był również burmistrz gminy Libiąż Jacek Latko. Tego dnia uroczyście otwarto ulicę bpa Franciszka Hodura, która jest drugą ulicą w Polsce mającą takiego patrona – organizatora Polskiego Narodowego Kościoła Katolickiego (pierwsza z nich znajduje się w Krakowie).

## Proboszczowie
- 1965–2010 – ks. mgr Aleksander Smętek
- 2010–2017 – ks. mgr Kamil Korpik
- od 2018 – ks. mgr Janusz Świtalski